# Policarpa Salavarrieta

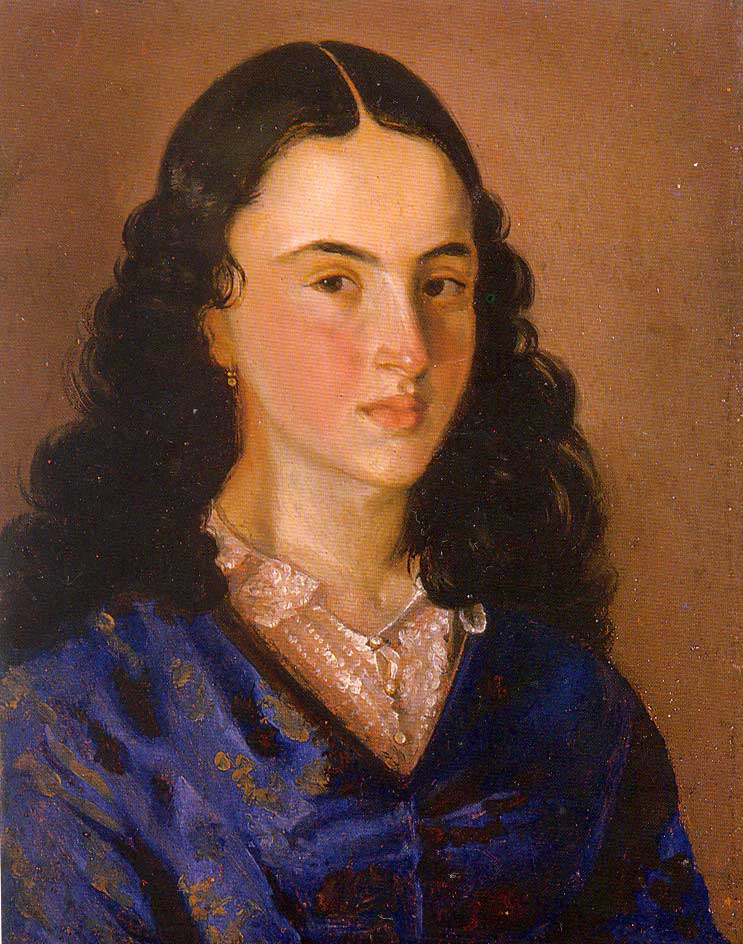
La Pola 1855, Gemälde von José María Espinosa Prieto (1796–1883)

Policarpa Salavarrieta, genannt La Pola, (* um 1795 in Guaduas bei Bogotá; † 14. November 1817 in Bogotá) war eine kolumbianische Unabhängigkeitskämpferin. Sie wird als herausragende Heldin des kolumbianischen Widerstands gegen die spanische Rückeroberung von Neu-Granada gefeiert.

## Leben und Wirken
Die bereits früh zur Vollwaisen gewordene Salavarrieta entstammte der dörflichen Unterschicht und kam schon in Jugendjahren mit den Ideen der kolumbianischen Unabhängigkeit vom spanischen Vizekönigreich Neugranada (causa patriota) in Kontakt, da ihr Heimatort von Rebellen als Rückzugsgebiet genutzt wurde. Mit 17 ging sie als Damenschneiderin nach Bogotá, wo sie beruflich in den Häusern der Oberschicht verkehrte, aber ebenso zu den politischen Zirkeln der kolumbianischen Patrioten Zugang hatte, mit deren Sache sie sympathisierte. 1812 wurde sie durch einen Oberst aus den Reihen der conspiradores mit Spionageaufgaben betraut, da sie durch ihre Tätigkeit bei den politischen Gegnern ein und aus gehen konnte, ohne Verdacht zu erregen. Dabei erlangte und übermittelte sie Informationen über Stärke und Pläne des spanischen Militärs im Land, organisierte materielle Unterstützung der Rebellen und stiftete Soldaten zur Fahnenflucht an.
Trotz einer vom gerade ernannten Feldmarschall, Kommandierenden in Bogotá und späteren Vizekönig Juan de Sámano angeordneten Fahndung nach der Aufdeckung des Informations- und Güterschmuggels im Herbst 1817 lehnte Salavarrieta eine Flucht ab und setzte ihre Arbeit fort, wurde verhaftet und im November vom erst kurz zuvor gegründeten „ständigen Kriegsrat“ (Consejo Permanente de Guerra) zum Tod verurteilt. Am 14. November wurde sie mit sieben weiteren Rebellen in Bogotá erschossen.

## Gedenken
Im Leben wie im Angesicht des Todes wird Salavarrieta besondere Standhaftigkeit und Heldenmut zugeschrieben. Bald wurde ihr Schicksal vielfach dichterisch verarbeitet. Historiker und Biographen des 19. Jahrhunderts stilisierten sie zuweilen als Vertreterin des Archetypus der klassischen weiblichen Freiheitsheldin. Dennoch bietet ihr historisch verbürgtes Handeln in einem von Männern dominierten Umfeld wie auch ihre ärmliche Herkunft bis heute durchaus auch andere Anknüpfungspunkte.
Salavarrietas gilt als wichtigste Frau im Unabhängigkeitskampf. Ihr Körper fand Eingang in das nationale Pantheon in der Kirche Vera Cruz in Bogotá. Ihren Namen tragen Straßen, Schulen und Orte. Ihr Konterfei ist auf mehreren kolumbianischen Banknoten abgebildet, aktuell auf dem 10.000-Peso-Geldschein. Sie erschien 1910 außerdem wie andere Helden des Freiheitskampfes auf einer Briefmarkenserie zum 100. Jahrestag der Unabhängigkeit. Ihr Todestag ist seit 1967 der offizielle Tag der kolumbianischen Frau.